# Het pand der goden
Het pand der goden, Drama met muziek en zang, is een opera uit 1906, geschreven door de Surinaamse componist Johannes Nicolaas Helstone (muziek en libretto). Later, bij een bezoek aan Leipzig, schreef Helstone een versie in het Duits: Das Pfand der Gotter, Drama in fünf Akten waarbij hij het stuk en de orkestbezetting uitbreidde.

## Algemeen
Het pand der goden staat te boek als de eerste Surinaamse opera . De première vond plaats op 10 mei 1906 in het gebouw van Toneelgenootschap Thalia in Paramaribo onder leiding van de componist  , daarna volgden nog enkele uitvoeringen. De eerste recensie verscheen op 17 mei. Publiek en artiesten waren zo enthousiast dat Helstone een krans kreeg omgehangen en onder koorgezang naar huis werd gedragen  . 
Dit heeft niet verhinderd dat het stuk in vergetelheid raakte. Pas een halve eeuw later kwam de opera weer bovendrijven. Tijdens de opening van het Cultureel Centrum Suriname in februari 1954 werd de ouverture weer gespeeld, samen met drie andere stukken . Toen werd geconstateerd dat de componist " jammer genoeg heel alleen stond in het Suriname van toen " . Dat was in zijn eigen tijd wel anders. Door zijn opleiding in Leipzig had Helstone vooral invloeden ondergaan van de westerse (Duitse) klassieke muziek. In 1963 publiceerde Anton Leeuwin een terugblik op Helstones leven, waarbij de inhoud van de opera opnieuw werd weergegeven, en ook werd vermeld dat de Duitse versie van het werk in Berlijn enkele malen uitgevoerd zou zijn . Hiervoor is later echter geen bewijs gevonden . Daarna leek het stuk voorgoed te verdwijnen. 

## Synopsisvan de opera
Haika Marghanold en zijn vrouw Heloinka krijgen als eerste kind een dochter, maar hadden gehoopt op een zoon. De man besluit daarop een jongetje dat op dezelfde dag geboren is als zijn zoon te beschouwen. Dit is tegen de zin van de goden, die hen straffen door het meisje onweerstaanbaar mooi te maken. Zij verdwijnt van de aarde tijdens een storm. Het tweede kind, Olindo, is wel een zoon. De vader heeft echter zo’n pijn van het overlijden van zijn dochter dat hij vlak daarna ook overlijdt. Moeder en zoon sluiten zich daarop af van de rest van de wereld. Olindo verneemt via via dat zijn zus toch ergens in het noorden zou leven, en onderneemt een reis daarheen. Hij overleeft ternauwernood een schipbreuk. Om zijn zus te vinden en te kunnen terugkeren naar zijn moeder begint hij een boetedoening. In het laatste bedrijf vindt hij zijn zus .

## Eerste uitvoering in Nederland

### Voorbereidingen
Begin 2021 benaderde het Koninklijk Concertgebouworkest de violist John Helstone. Men wilde Het pand der goden opnieuw uitvoeren en was op zoek naar de partituur, die nergens te vinden was, noch de Nederlandse, noch de Duitse versie. John Helstone was, naast zijn carrière als violist, verzamelaar van klassieke muziek van Surinaamse componisten en Johannes Nicolaas Helstone was zijn oudoom. Hij had beide versies in zijn verzameling, echter alleen de oorspronkelijke, zeer kwetsbare manuscripten. Deze werden gerestaureerd en gedigitaliseerd, waarna Donemus een eerste proefdruk kon maken.
De manuscripten verschillen onderling: de oudste, Nederlandse versie, is voor een kleine orkestbezetting geschreven, in Suriname was destijds geen volledig symfonieorkest. De latere Duitse versie is langer en is wel voor voltallig orkest, en zowel in de muziek als in de tekst zijn wijzingen aangebracht. Aan Leonard Evers, componist en dirigent, werd gevraagd om een speelklare partituur te maken. Na twee jaar monnikenwerk voltooide hij een voor deze tijd geschikte bewerking, waarbij de Nederlandse versie voor de tekst en de Duitse versie voor de muziek werd gebruikt. 

### Première
Op 15 februari 2024 vond voor een uitverkochte zaal de Nederlandse première van Het pand der goden plaats. In een (gedeeltelijk) concertante uitvoering door het Concertgebouworkest onder leiding van dirigent Otto Tausk, in samenwerking met Cappella Amsterdam. In meerdere kranten werd hier aandacht aan besteed 
De uitvoering is terug te luisteren bij NPO Klassiek en te zien op de website van het Concertgebouworkest.
Rond diezelfde tijd verscheen een biografische schets van Helstone en een eerste aanzet tot nader historisch onderzoek naar de opera en naar de componist: Een opera voor Suriname, door D. Burgersdijk . De oorspronkelijke manuscripten van de opera zijn, samen met de volledige Collectie John Helstone, ondergebracht in het Allard Pierson Museum in Amsterdam. 

### Cast
| Rol                 | Zangstem | Musicus            |
| ------------------- | -------- | ------------------ |
| Heloinka            | sopraan  | Judith van Wanroij |
| Olindo              | tenor    | Lucas van Lierop   |
| Athlolinda          | sopraan  | Aylin Sezer        |
| Een grijsaard       | bariton  | Jasper Leever      |
| Haloff              | bariton  | German Olvera      |
| Halid               | bas      | Jasper Leever      |
| Het dienstpersoneel | koor     | Cappella Amsterdam |